# Josef Rasselnberg
Josef Rasselnberg (* 18. Dezember 1912 in Düsseldorf; † 9. Februar 2005) war ein deutscher Fußballspieler und Trainer. Er ist vor allem durch das WM-Qualifikationsspiel 1934 gegen Luxemburg in Erinnerung geblieben, bei dem er zum ersten deutschen Torschützen in einer zur Weltmeisterschaft gehörenden Partie avancierte. Das erste WM-Endrundentor für den DFB gelang wenige Monate später Stanislaus Kobierski bei der ersten deutschen Teilnahme beim Turnier in Italien.

## Karriere
Er spielte in den dreißiger Jahren für den VfL Benrath (Düsseldorf). (Wieder)bekannt geworden ist er durch die vier Tore von Michael Ballack am 27. Mai 2004 im Testspiel vor der Europameisterschaft in Portugal beim 7:0-Sieg der deutschen Nationalmannschaft in Freiburg gegen Malta. Dadurch wurde an seine vier Tore im Spiel gegen Luxemburg am 11. März 1934 beim 9:1-Sieg im Rahmen der WM-Qualifikation für die Endrunde in Italien erinnert. Mit seinen damals 21 Jahren gehört er zu den jüngsten Spielern einer deutschen Nationalmannschaft, die vier Treffer in einem Spiel erzielten.
Nach dem erfolgreichen Qualifikationsspiel gegen Luxemburg zog er sich aber eine langwierige Knieverletzung zu und konnte dadurch an der Fußball-Weltmeisterschaft 1934 in Italien nicht teilnehmen. Auch die Endrunde um die deutsche Fußballmeisterschaft 1934 konnte er nicht für seinen Verein, den VfL Benrath, bestreiten. Ohne den torgefährlichen Halbstürmer landete der VfL nur einen Punkt hinter dem FC Schalke 04 in den Gruppenspielen auf dem zweiten Rang. Schalke wurde am 24. Juni 1934 mit einem 2:1-Sieg gegen den 1. FC Nürnberg dann Deutscher Meister.
Erst am 12. Mai 1935 feierte er sein Comeback in der Nationalmannschaft beim Spiel gegen Spanien. Mit seinem Verein bestritt er die Gruppenspiele der Endrunde 1935 erfolgreich, scheiterte aber dann im Halbfinale am 2. Juni mit einer 2:4-Niederlage an dem VfB Stuttgart.
Am 4. Dezember 1935 bestritt er sein letztes Länderspiel für den DFB bei der 0:3-Niederlage gegen England in London. Weggefährte war im Verein wie in der Nationalmannschaft der Mittelstürmer Karl Hohmann.
Insgesamt spielte er neunmal für den Deutschen Fußball-Bund und erzielte dabei acht Tore. Ab 1937 spielte er für Eintracht Bad Kreuznach im Südwesten. 
Am 6. September 1939 beantragte er die Aufnahme in die NSDAP und wurde zum 1. Dezember desselben Jahres aufgenommen (Mitgliedsnummer 7.318.016). Nach dem Krieg beantragte er eine Namensänderung in Josef Rasselenberg. Mit Kreuznach schaffte er als "Spielertrainer" 1950 in den Entscheidungsspielen gegen Herdorf den Oberliga-Aufstieg. Als Trainer war er in der Oberliga Südwest bis zum Jahre 1961 bei der Eintracht in der Verantwortung. Im Jahre 1956 hatte er die Trainer-Prüfung zum Fußball-Lehrer absolviert. Prüfungs-Kollegen waren: Reinhold Fanz sen., Georg Lechner sen., Ernst Fuhry, Robert Gebhardt, Willy Keim, Alfons Remlein, Horst Schade.
Rasselnberg, der eine Kreuznacherin geheiratet hatte, führte im Städtchen an der Nahe einen Zigarren- und Zigarettengroßhandel.